# Улица Гостиева (Владикавказ)
Улица Гостиева — улица во Владикавказе, Северная Осетия, Россия. Улица располагается в Иристонском муниципальном округе. Начинается от улицы Бутырина и заканчивается улицей Куйбышева.
Улицу Гостиева пересекает улица Максима Горького. От улицы Гостиева начинается переулок Базарный.

## История
Улица названа в честь осетинского общественного деятеля, одного из руководителей партии «Кермен» Андрея Батмурзовича Гостиева.
Улица образовалась в середине XIX века и впервые была отмечена на «Карте Кавказского края» как Лекарская улица. Упоминается под этим же названием в Перечне улиц, площадей и переулков от 1911 и 1925 годов.
15 ноября 1933 года улица Лекарская была переименована в улицу Гостиева.

## Значимые здания и учреждения
Объекты культурного наследия
- д. 2/ Бутырина, 15 — памятник истории. Дом, где в 1930—1939 гг. жил революционер и писатель Александр Михайлович Джатиев;
- д. 3 — памятник архитектуры;
- д. 12 — памятник архитектуры федерального значения, 1874 год;
- д. 14 — памятник истории. Дом, где в 1928—1932 гг. жил писатель Хох Данилович Тлатов[8];
- д. 24/ Куйбышева, 18 — памятник архитектуры. Бывший торговый дом, архитектор В. И. Грозмани. В этом доме проживал в 1962—1967 годах участник Октябрьской революции, гражданской и Великой Отечественной войн Бонифатий (Борис) Георгиевич Стакун;
- д. 37/ Куйбышева, 16 — памятник архитектуры, бывший доходный дом. С 1917 год — трудовая школа № 3, в которой с 1932 по 1938 года учился Герой Советского Союза Александр Сидорович Мнацаканов, где в 1942 г. дислоцировались подразделения Северо-Кавказского военного округа.

Другие здания
- Бывший дом Ковтунова
- Бывший дом Аракелова
- Здание бывшей Канцелярии начальника Терской области